# Мирандола
Мирандола (итал. Mirandola) — город в Италии, располагается в регионе Эмилия-Романья, подчиняется административному центру Модена.
Население составляет 23 661 человек (2017), плотность населения составляет 157 чел./км². Занимает площадь 137 км². Почтовый индекс — 41037. Телефонный код — 0535.
Покровителем коммуны почитается святой Поссидоний. Праздник ежегодно празднуется 16 мая.

## История
В 1311 году власть в городе заполучил сторонник императора, кондотьер Франческо Пико. Семья Пико владела городом вплоть до 1708 года. В 1511 году Мирандола подверглась осаде войск, которыми командовал сам папа Юлий II. В 1533 году город получил статус графства, в 1596 — статус княжества, а в 1619 — статус герцогства.
Из Мирандолы происходила семья музыкантов Андреоли — руководитель городской музыкальной школы Эванджелиста Андреоли (1810—1875) и его сыновья, известные итальянские пианисты Гульельмо-старший, Карло и Гульельмо-младший.

## Население
| 2004   | 2012   | 2013   | 2014   | 2015   | 2016   | 2017   |
| ------ | ------ | ------ | ------ | ------ | ------ | ------ |
| 22 817 | 23 915 | 23 785 | 24 157 | 24 035 | 23 875 | 23 661 |

## Достопримечательности
- Замок Пико
- Палаццо Бергоми (ит.)